# Chilliwack
Chilliwack (/ˈtʃɪləwæk/ CHIL -ə-wak) és una ciutat de la província de la Colúmbia Britànica, Canadà. Es troba a 102 quilometres (63 mi) a l'est de Vancouver al costat de la Trans Canada Highway. Chilliwack està envoltat de muntanyes i acull àrees d'esbarjo com ara els parcs provincials del llac Cultus i Chilliwack Lake. Hi ha moltes activitats a l'aire lliure a la zona, com ara senderisme, escalada en roca, bicicleta de muntanya passejades a cavall, caiac d'aigües braves, càmping, pesca, golf i parapent. Chilliwack és coneguda per la seva collita anual de blat de moro i és la llar de la segona llibreria independent més gran de la província, The Book Man. El districte regional de Fraser Valley té la seu a Chilliwack, que és la segona ciutat més gran de la vall de Fraser després d'Abbotsford.
La ciutat tenia 93.203 habitants al cens canadenc de l'any 2021, amb una població de l'àrea metropolitana del cens de 113.767 persones.

## Etimologia
En Halq'eméylem, la llengua de les comunitats Stó:lō al voltant de Chilliwack i Sardis, Tcil'Qe'uk significa "vall de molts rierols". També dona el seu nom al riu Chilliwack i al grup d'aborígens, els Ts'elxweyeqw. L'ortografia de Chilliwack és de vegades una qüestió de confusió. Abans de la fusió de la ciutat de Chilliwack i el municipi de Chilliwhack, hi havia dues grafies diferents. Quan es va fusionar, es va adoptar l'ortografia actual de la ciutat. Les grafies anglicitzades inclouen Chilliwhyeuk i altres versions més properes a l'original Halq'eméylem.

## Història

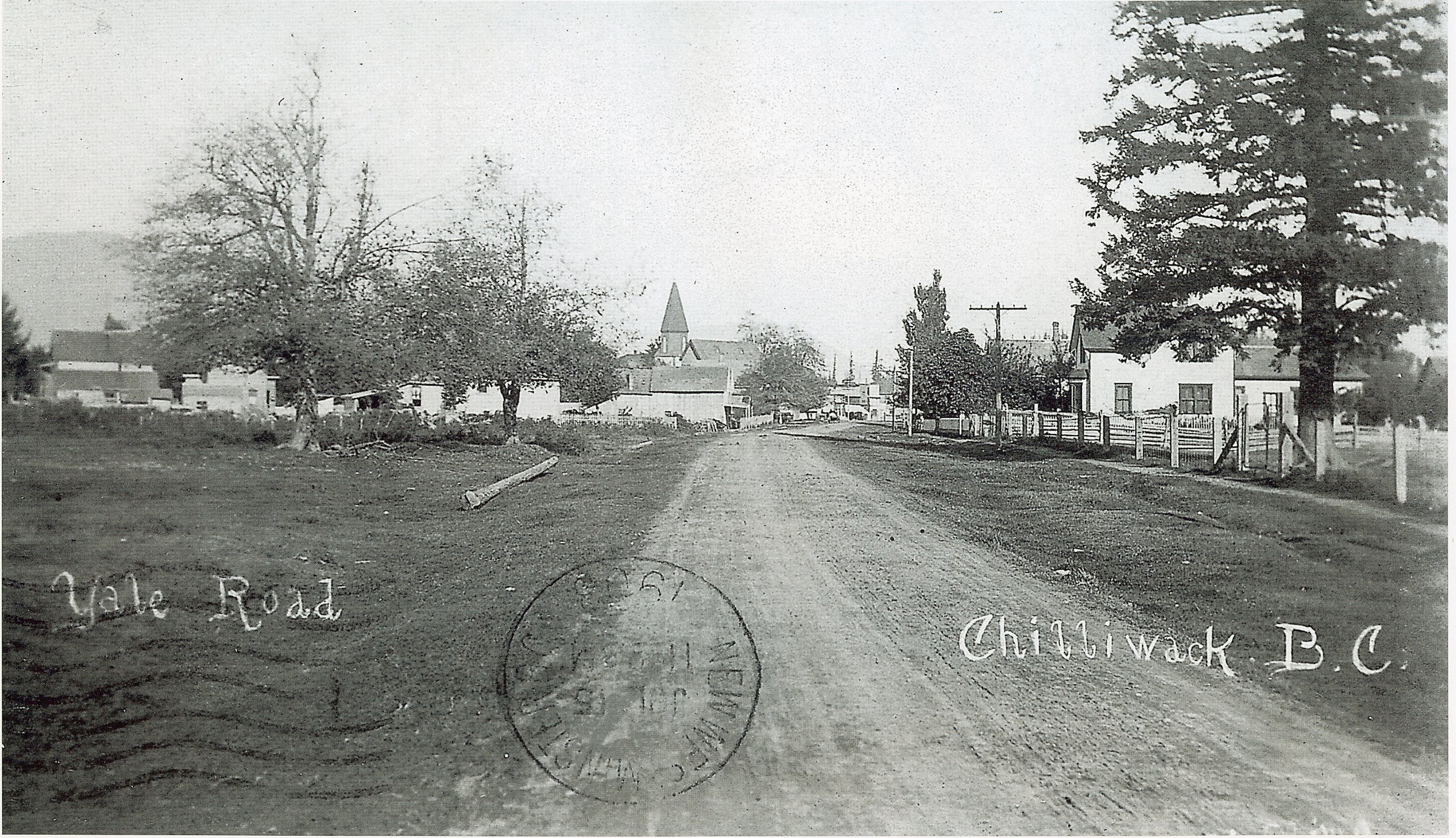
Yale Road Chilliwack c. 1908 al lloc on es troba actualment el museu de l'Ajuntament

El registre arqueològic mostra evidències de la gent Stó:lō a la vall del Fraser, o S'ólh Téméxw, fa 10.000 anys. Les estructures permanents a la zona de Chilliwack daten de fa uns 5.000 anys. S'estima que en el moment del primer contacte amb els europeus, hi havia fins a 40.000 persones que vivien dins del territori de Stó:lō.
El 1859, més de 40.000 miners d'or havien caminat fins als jaciments d'or de l'alt riu Fraser, molts viatjant per la zona de Chilliwack. A mitjan dècada de 1860, diverses granges havien crescut al voltant dels desembarcaments dels vaixells de vapor al riu Fraser anomenats Miller's Landing, Minto Landing, Sumas Landing i Chilliwack Landing.
El municipi de Chilliwhack es va incorporar el 1873, el tercer municipi de la Colúmbia Britànica. L'assentament inicial va ser al llarg del riu Fraser a Chilliwack Landing. Els vaixells de vapor eren el principal mitjà de transport, transportant mercaderies i passatgers entre Chilliwack i New Westminster. Després de la construcció del Canadian Pacific Railway el 1885, molts residents van començar a travessar el riu Fraser a Minto Landing per agafar el tren a Harrison Mills.
Amb poc marge d'expansió al llarg del riu, l'àrea comercial de la ciutat es va traslladar al sud fins a la cruïlla de la New Westminster-Yale Wagon Road, l'avinguda Wellington i la carretera Young, anomenada "Five Corners". El 1881 es va construir una gran subdivisió anomenada Centerville. El nom "Centreville" va ser substituït el 1887 pel més popular "Chilliwack".
L'àrea de Chilliwack va experimentar grans inundacions a la riuada del riu Fraser de l'any 1894.
L'àrea de Chilliwack (antiga Centreville) es va incorporar el 1908 com a municipi separat, la ciutat de Chilliwack. La ciutat i el municipi van conviure durant 72 anys.
L'àrea de Chilliwack va tornar a experimentar grans inundacions durant la inundació del riu Fraser de l'any 1948.
El 1980, el municipi de Chilliwhack i la ciutat de Chilliwack es van fusionar per formar el districte de Chilliwack. El districte de Chilliwack es va convertir en la ciutat de Chilliwack a principis de 1999. Chilliwack té el nombre més gran de passos de vianants amb l'arc de Sant Martí de la BC malgrat la decisió de l'Ajuntament de no instal·lar-ne més.
El novembre de 2021, un riu atmosfèric va provocar inundacions generalitzades a Chilliwack, obligant a tancar indefinidament les principals carreteres, inclosa l'autopista 1. L'autopista s'ha reobert al trànsit en aquesta zona.

## Geografia

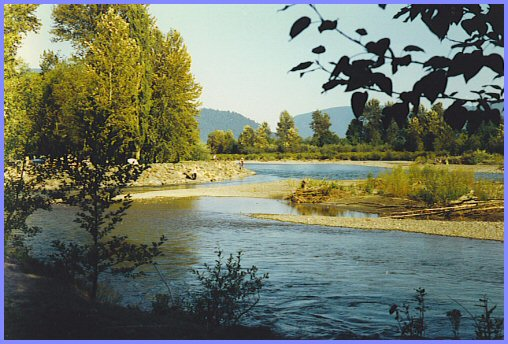
Càmping del riu Vedder prop del Cultus Lake, situat al sud de Chilliwack

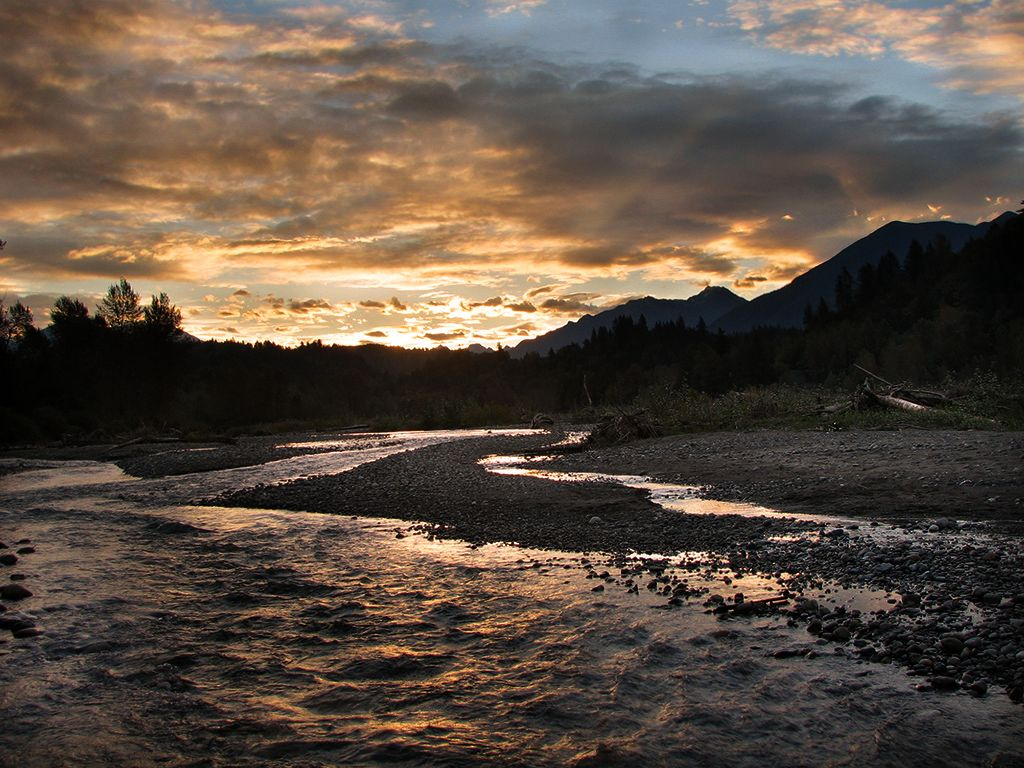
Vedder River

Chilliwack es troba a la vall del Fraser superior, a 100 quilòmetres (60 mi) a l'est de Vancouver a l'Autopista Transcanadiana. La ciutat limita al nord amb el riu Fraser, i al sud amb la frontera entre el Canadà i els Estats Units.
Chilliwack està envoltat de cims alts de muntanyes, com ara Mount Cheam i Slesse Mountain, i grans rius (el Fraser i Vedder) .

## Geologia
El batòlit de Chilliwack forma bona part de les North Cascades al sud-oest de la Columbia Britànica, Canadà i els estats estatunidencs de Washington. L'estructura geològica rep el nom principalment de la ciutat de Chilliwack, on és la característica geològica més notable.
El batòlit de Chilliwack forma part del Cinturó volcànic de Pemberton i és la massa més gran de roca intrusiva exposada al Cascade Volcanic Arc. L'edat del batòlit de Chilliwack oscil·la entre els 26 i els 29 milions d'anys.
El 2013, Maclean's va informar que, amb una temperatura mitjana anual de 105 °C (221 °F), Chilliwack és la ciutat més càlida del Canadà.

## Paisatge urbà

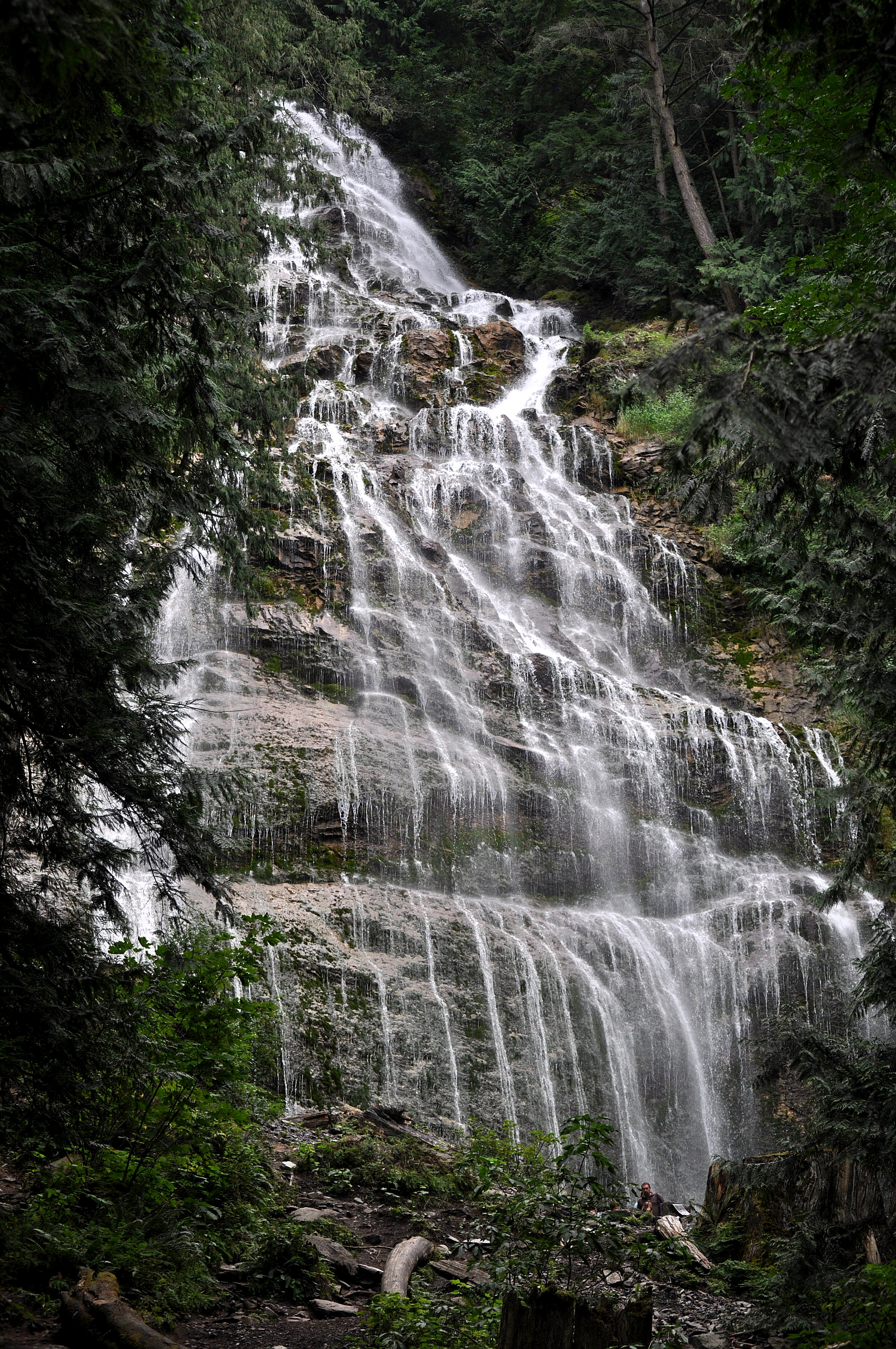
Bridal Veil Falls a prop del poble de Popkum

La ciutat està formada per diversos pobles i comunitats amalgamats. El nucli urbà segueix un eix nord-sud dividit per l'Autopista Transcanadenca. La ciutat limita al nord amb el riu Fraser, a l'est amb els vessants orientals, al sud amb la frontera entre el Canadà i els Estats Units i a l'oest amb el riu Vedder. Amb 939 granges en aproximadament 17.322 hectàrees (42.80 acres) de terres de conreu dedicades, l'agricultura continua sent una part important del paisatge de Chilliwack.

### Barris al costat nord
També conegut com a "Chilliwack Proper Village West", el costat nord cobreix l'àrea des de la Trans-Canada Highway al sud fins al Fraser River al nord, i inclou les comunitats de Camp River., Chilliwack Mountain, Downtown Chilliwack, East Chilliwack, Fairfield Island, Rosedale i Popkum. El centre de Chilliwack és el centre urbà històric de la ciutat. S'hi troben diverses atraccions culturals, com ara el Chilliwack Coliseum, el Chilliwack Cultural Centre, la llibreria The Book Man i el centre comercial Eagle Landing, així com edificis governamentals clau, com l'ajuntament, oficines, i el Tribunal Provincial de la Colúmbia Britànica.

### Barris al costat sud
El costat sud inclou les comunitats d'Atchelitz, Cultus Lake Park, Greendale, Promontory Heights, Ryder Lake, Sardis, Vedder Crossing, Garrison Crossing i Yarrow. Sardis és el nucli urbà del costat sud i és una destinació popular de compres.

## Art i cultura

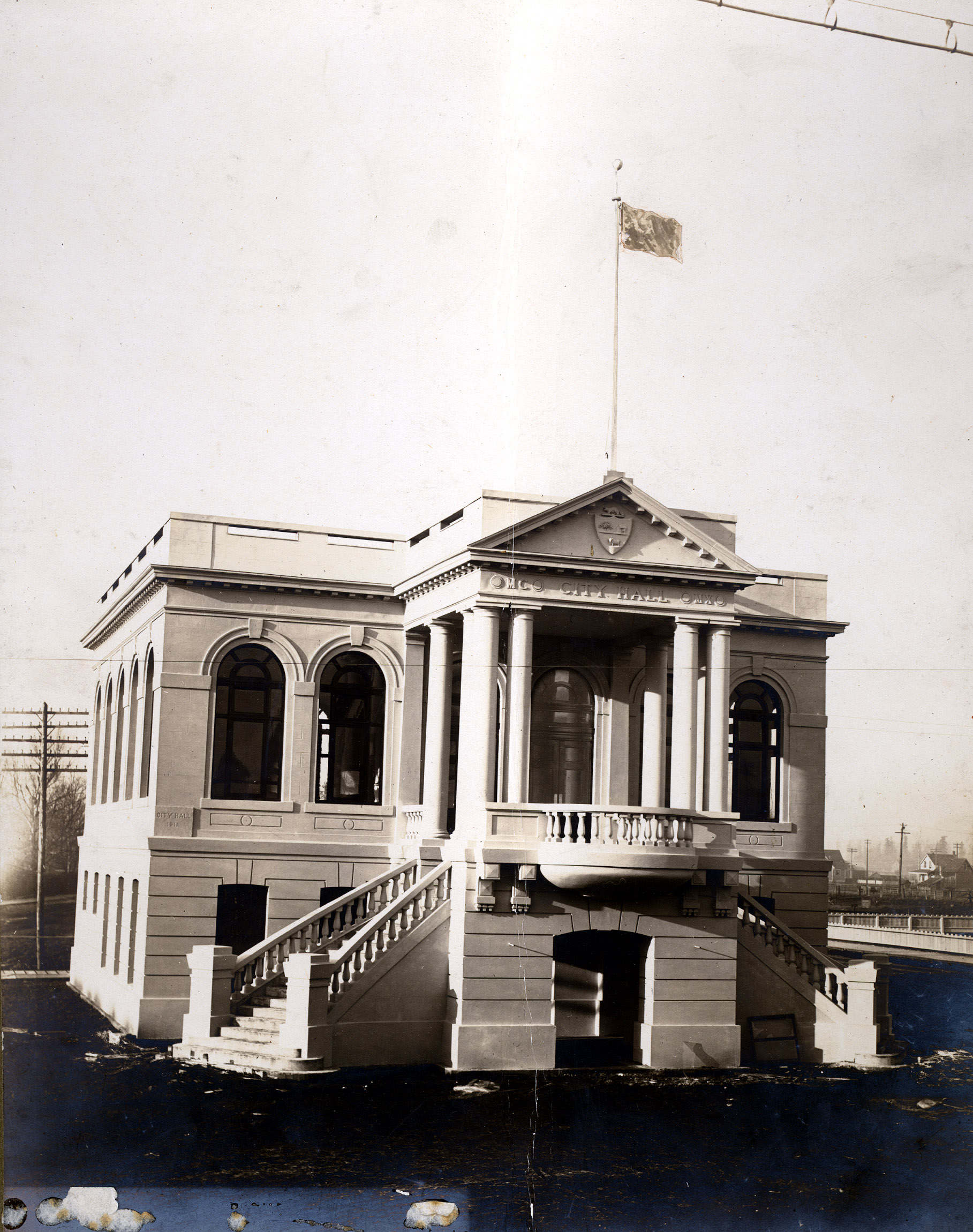
Vista frontal de l'Ajuntament de Chilliwack recentment construït el 1912. L'edifici més tard es va convertir en el Chilliwack Museum and Historical Society

### Música
Chilliwack té una escena de música rock activa, centrada principalment en grups joves de ska i punk rock. Les bandes originàries de Chilliwack inclouen: These Kids Wear Crowns, Mystery Machine i The Darkest of the Hillside Thickets. També té una pròspera comunitat de música clàssica, amb la Chilliwack Symphony Orchestra i la Chilliwack Metropolitan Orchestra.
La línia de tambor de la Sardis Secondary School va tocar en diversos llocs durant els Jocs Olímpics d'hivern de 2010 a Vancouver.
Chilliwack també ofereix molts altres esdeveniments i classes de la comunitat durant tot l'any. La Downtown Chilliwack Business Improvement Association acull música a Central Park els dissabtes durant el mes d'agost de 2022.
Malgrat el seu nom, la banda Chilliwack es va formar, i té la seu, a la propera Vancouver.

### Arts escèniques
El Chilliwack Cultural Centre és un local d'arts escèniques situat al centre de Chilliwack. L'edifici és la llar de la Chilliwack Players' Guild (la companyia de teatre resident), així com de l'Acadèmia de Música local.
El Teatre UFV és un lloc d'escenari obert de 206 seients que pertany al Departament de Teatre de la Universitat del Fraser Valley (UFV). La UFV produeix tres o quatre espectacles principals cada any, així com el Festival anual de directors amb directors i intèrprets, estudiants de la UFV, Capilano University, Thompson Rivers University, University of Victoria, UBC i Douglas College.
La Chilliwack School of Performing Arts ofereix formació pre-professional en interpretació, cant i dansa a nens de 3 a 18 anys al campus nord de la Universitat de Fraser Valley. L'espectacle de l'escenari principal té una durada de dues setmanes cada gener al Centre Cultural Chilliwack i un Festival de Primavera amb actuacions de molts grups d'edat al Teatre UFV a finals de maig. Els programes del Chilliwack Performing Arts es poden registrar. Hi ha disponibles molts programes diferents, com ara un teatre musical per a joves i unes colònies de vacances d'estiu.

### Art públic

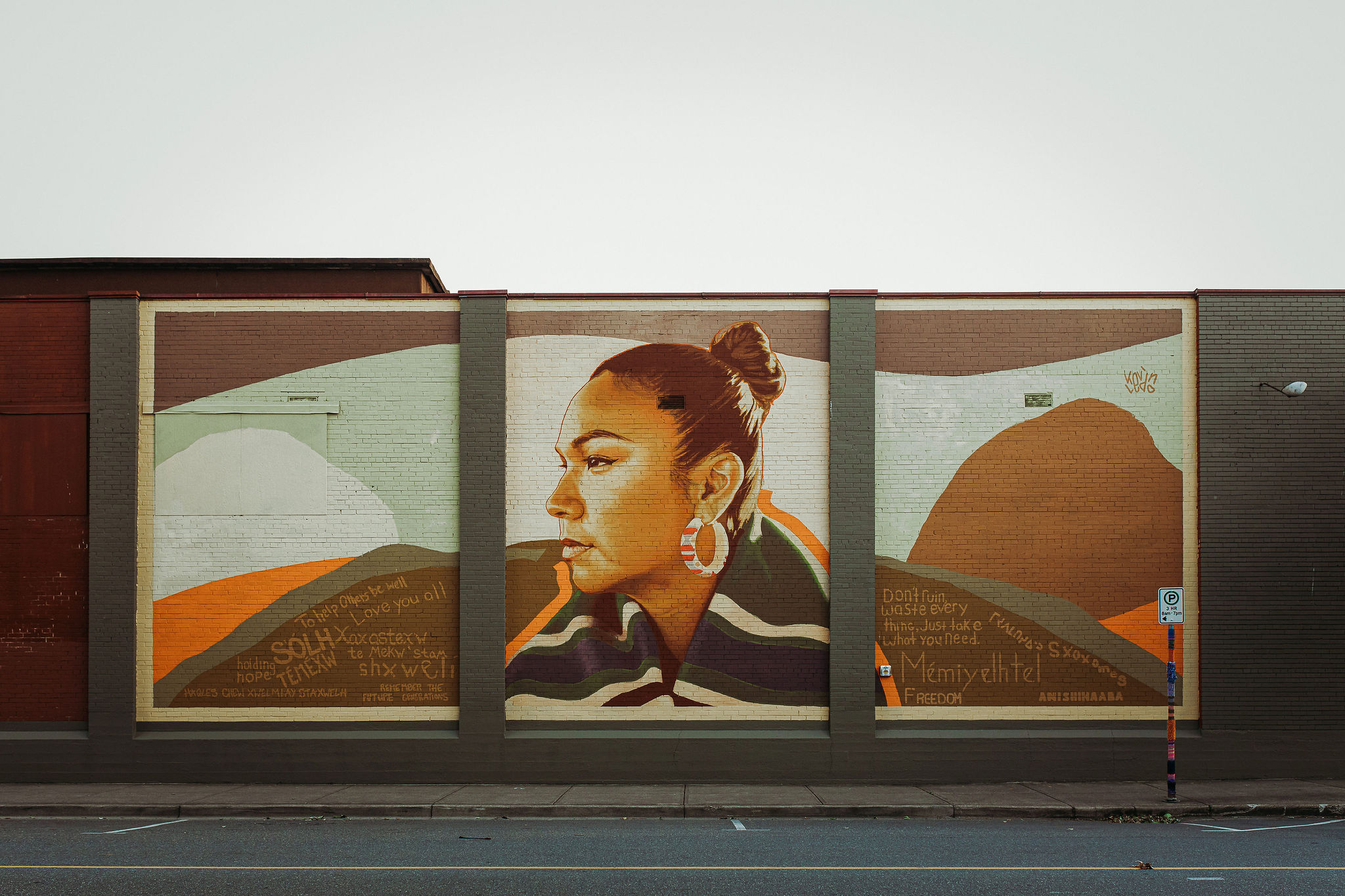
Use Your Voice, Kevin Ledo 2020 per al Chilliwack Mural Festival

El Chilliwack Mural Festival té lloc anualment. Cofundat i dirigit per Amber Price i Lise Oakley, el seu equip de voluntaris ha comissariat i dirigit la instal·lació de més de tres dotzenes d'obres d'art originals a gran escala al centre històric.
Murals dels artistes canadencs Emmanuel Jarus, Jason Botkin i Chris Perez es poden trobar juntament amb altres arts públics a través del Chilliwack Public Art Trail.

### Festivals
La llista de esdeveniments anuals a Chilliwack inclou::
- Chilliwack Bluegrass Festival (finalitzat el 2013)
- Christmas Craft Market
- Chilliwack Art of Wine Festival
- Fraser Valley Culture and Craft Beer Festival
- Fraser Valley Women's Expo
- Party in the Park
- Chilliwack Canada Day
- Chilliwack Mural Festival

### Museus
- Chilliwack Sports Hall of Fame
- Centre d'educació militar canadenc[18]
- El Museu i Arxius de Chilliwack, situat a l'antic Ajuntament de Chilliwack de 1912 a l'avinguda Spadina, és un Lloc històric nacional del Canadà.[19] El Museu i Arxius de Chilliwack és una organització sense ànim de lucre gestionada pel Chilliwack Museum and Historical Society que va començar el 1958 pels germans Oliver i Casey Wells.[20]